# Villa Elisa (Entre Ríos)
Villa Elisa es un municipio del distrito Segundo con parte en el distrito Primero del Departamento Colón en la provincia de Entre Ríos, República Argentina. El municipio comprende la localidad del mismo nombre y un área rural.
Fue fundada en 1890 por Héctor de Elía con la ayuda de los inmigrantes provenientes de Saboya, Piamonte (Italia) y del Cantón de Valais (Suiza) que en 1857 se habían asentado en la Colonia San José bajo el patrocinio del Gobernador de la Provincia de Entre Ríos, General Justo José de Urquiza.
El 29 de octubre de 1923, por decreto del Gobernador de la Provincia de Entre Ríos, Ramón Mihura, Villa Elisa es declarada centro rural con derecho a tener Junta de Fomento.
Su historia se encuentra protegida en el Monumento Histórico Municipal y Museo Regional "El Porvenir", que fuera residencia de su fundador.

## Recursos económicos

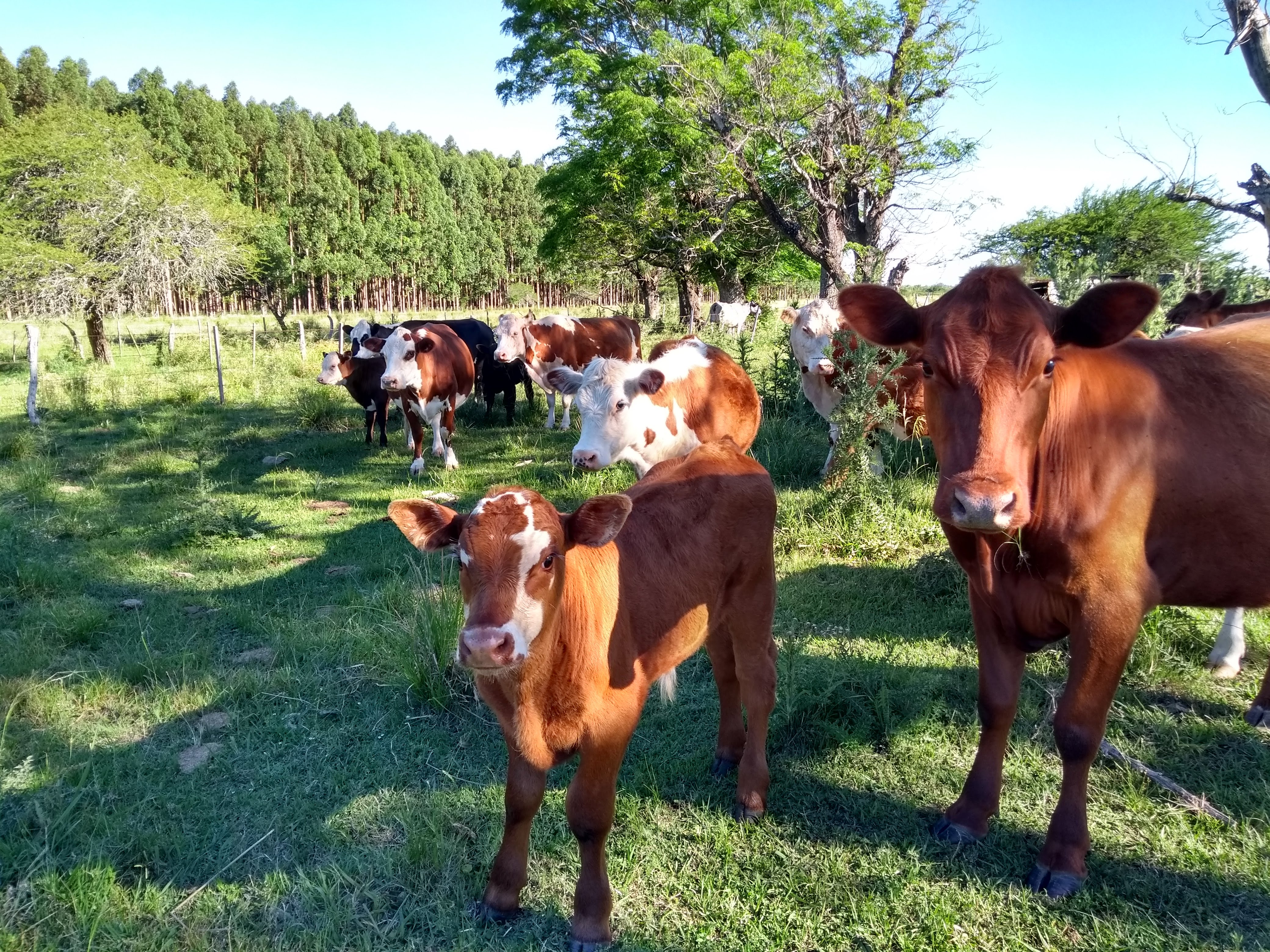
Un grupo de bovinos de raza angus (Aberdeen Angus), en una granja a las afueras de Villa Elisa.

La actividad pecuaria está orientada a inicios del siglo XXI a la producción avícola principalmente de pollos. La ganadería extensiva sobre pasturas naturales, representa una importante proporción de superficie ocupada, y emplea buena parte de la mano de obra de la región.
El sector arrocero con su industria transformadora, es también un importante generador de empleo. La producción de la zona es una de las más importantes del país, y está dedicada al consumo interno y a la exportación. En menor escala se cultiva trigo, lino, maíz, sorgo y girasol.
La actividad apícola ha experimentado un importante crecimiento en los últimos tiempos, acompañando el desarrollo del área forestada. Esta última está constituida especialmente por eucaliptus, lo que le permite obtener una producción importante de miel en época de floración de esta especie (marzo).

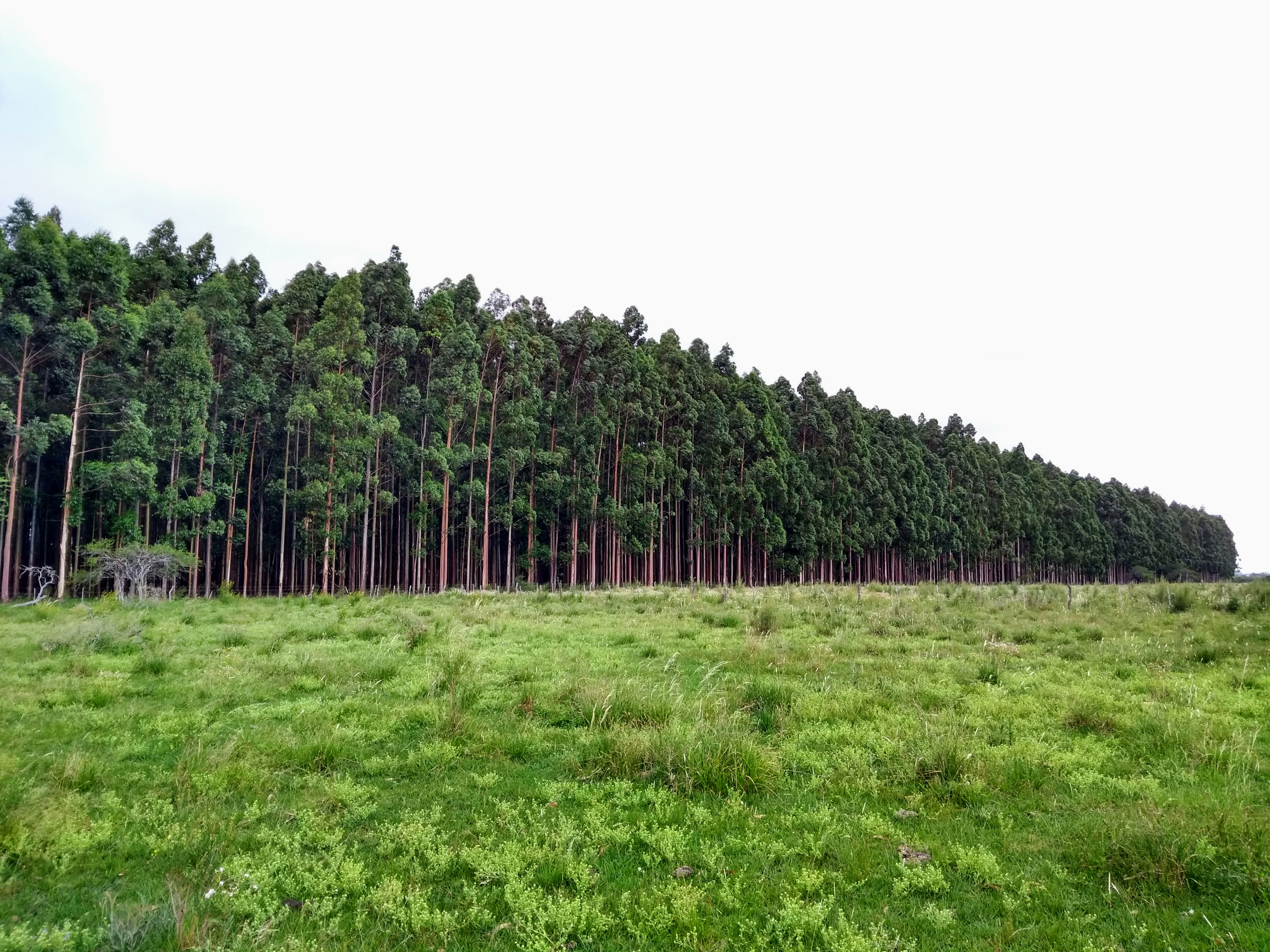
Una plantación forestal de eucaliptus (Eucalyptus) a escasos kilómetros de Villa Elisa.

Otra actividad relevante es la forestal, especialmente en lo que hace a las plantaciones de eucaliptus y en menor proporción el cultivo de pino. Los pequeños y medianos productores complementan la forestación con otras actividades como la agrícola y ganadera.
La avicultura es una actividad que se destaca en el departamento Colón, y especialmente en el área de Villa Elisa.  El aporte inmigratorio entrerriano y su estructura fundiaria, dieron origen a la explotación tipo granja, centralizando las actividades avícolas, junto con los tambos (lacticinios) y la apicultura.  La producción de carne aviar le permite a la provincia ocupar el segundo lugar en el ranking de producción del país.
La estructura industrial es importante, destacándose la fabricación de productos alimenticios, como fruto de su actividad agroganadera, además de la industria de la madera y de productos minerales no metalíferos.
Una variada actividad comercial y de servicios cubre la demanda de la población.

## Turismo y atractivos de la localidad
En el ámbito económico debe destacarse a la actividad turística en franco crecimiento. A partir de la creación del Complejo Termas Villa Elisa se inicia una nueva etapa en el desarrollo económico de la región. 

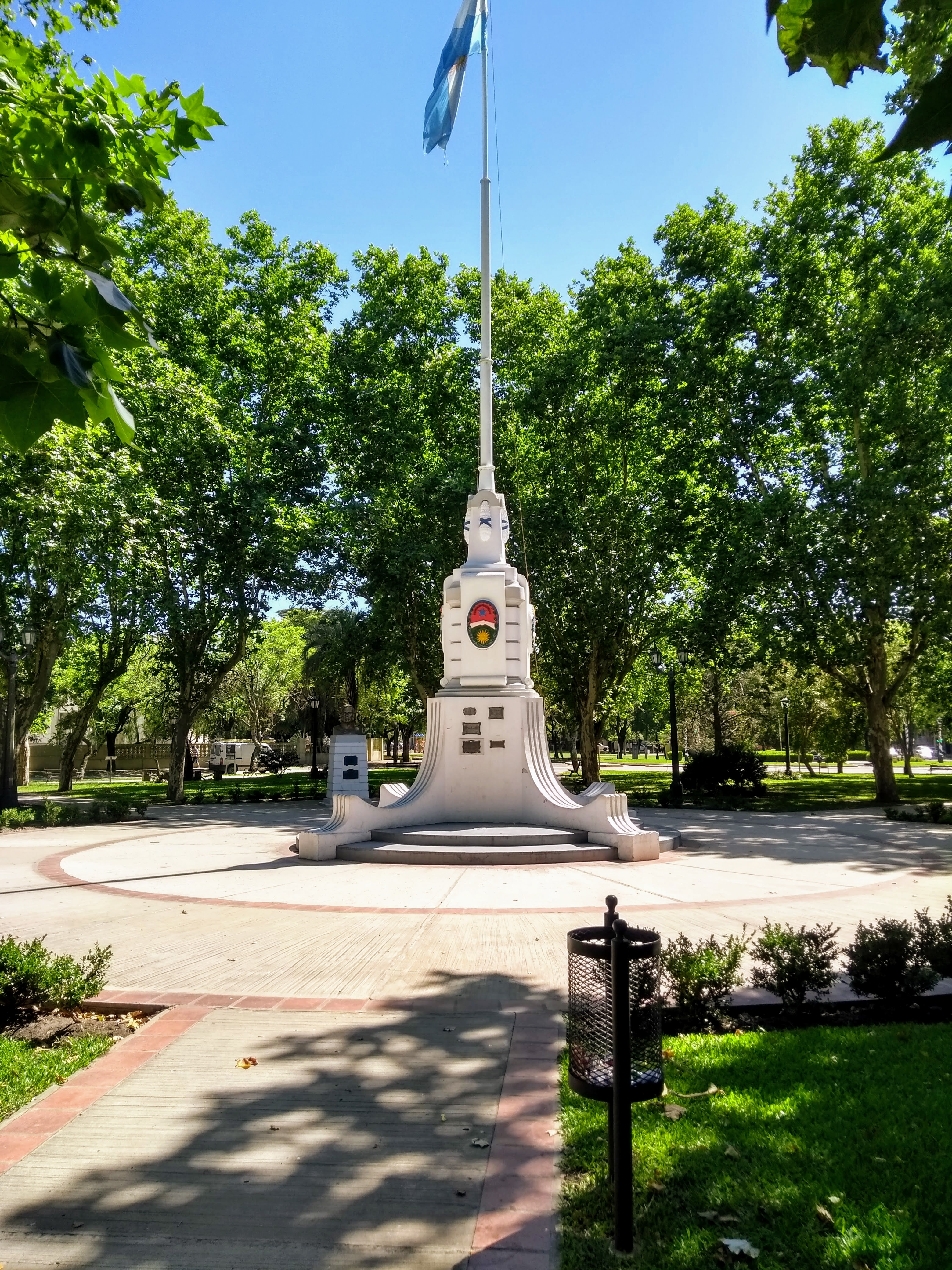
Plaza «Presidente Justo José de Urquiza» en diciembre de 2018.

La surgencia del agua termal comenzó el 9 de marzo de 1997, con una temperatura próxima a los 40 °C y con un alto grado de salinidad y de excelente calidad terapéutica. En la actualidad, el complejo termal es un parque recreativo y de relax distribuido a lo largo de sus extensas 41 hectáreas; que por la calidad de sus servicios puede competir en el rubro a nivel nacional. 
Cuenta con 10 piscinas de diferentes temperaturas y profundidades (para distintos públicos y usos), una piscina con olas, toboganes acuáticos, 102 bungalows, un Hotel 4* (que incluye, entre su oferta de servicios, un spa hídrico equipado con piscina climatizada, jacuzzi con agua termal, sauna seco, y duchas escocesas), dos canchas (palestras) de tenis, una cancha de golf con 9 hoyos para la práctica recreativa y profesional, un spa lúdico termal y un lago artificial con una superficie de 4 has. apto para la pesca, el avistaje de aves y la práctica de deportes náuticos sin motor.
Además del parque termal -que se encuentra conectado a la ciudad por medio de una amplia bicisenda iluminada que recorre los 4 km del trayecto- la ciudad ofrece una buena cantidad de atractivos, dentro de los cuales cabe mencionar el «Monumento al Sembrador» -una escultura creada por Andrés Oscar Mirwald, de 12,50 metros de alto que se erige rodeada de jardines en el centro de la ciudad-, el Tren Histórico del Ferroclub Central Entrerriano en la pintoresca Estación Elisa, la Estancia «El Porvenir», el Balneario Municipal Rocha (habilitado en temporada estival) y diversos jardines y espacios verdes parquizados que se encuentran diagramados a lo largo y ancho de la ciudad, como las plazas «General José de San Martín», «Presidente Justo José de Urquiza», «Moreno», «Plaza Martín Miguel de Güemes» la «Plazoleta del Inmigrante», el «Paseo del Estudiante», el «Paseo de la Democracia», entre varios otros.

## Educación

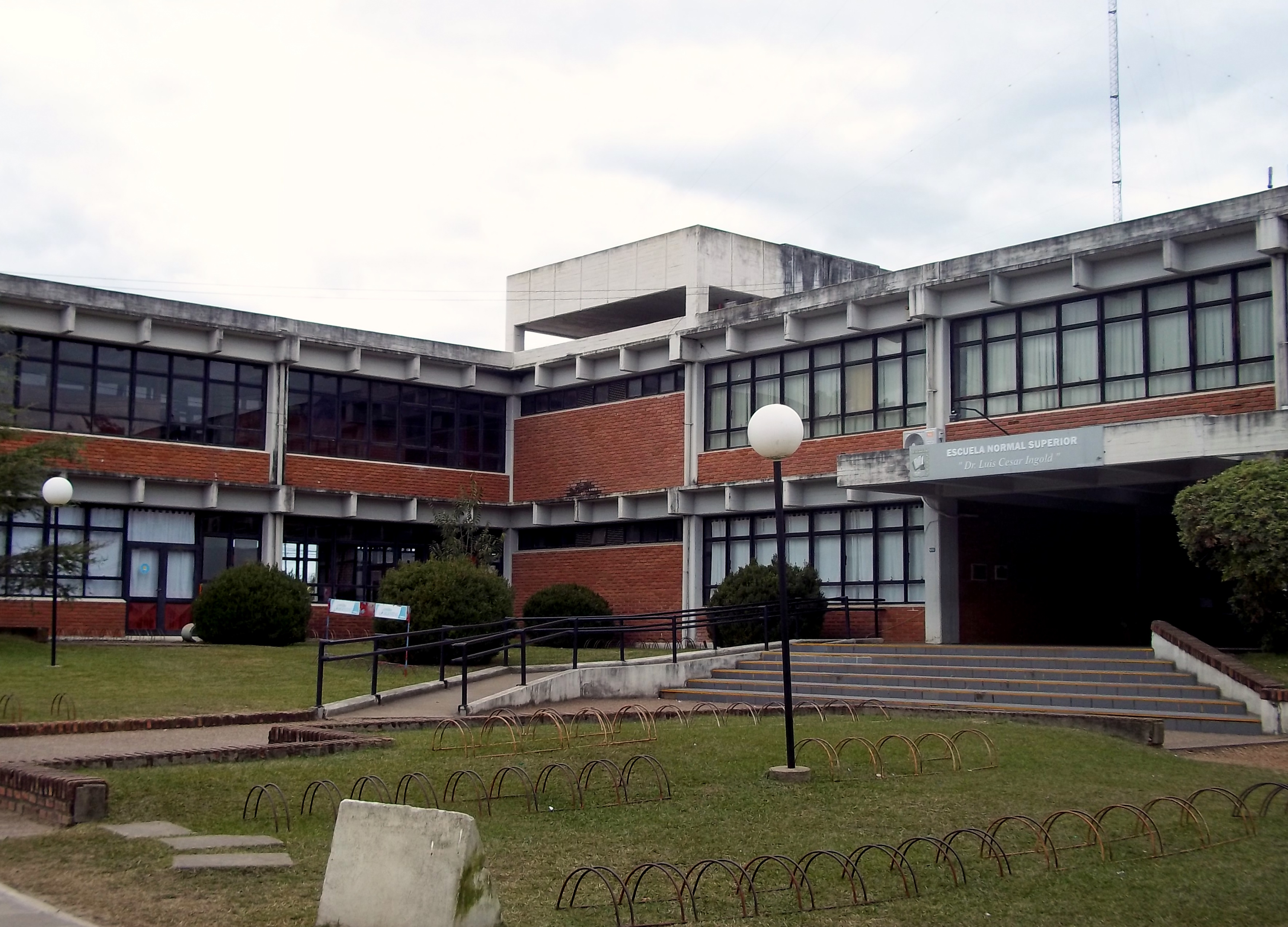
Escuela Normal Superior «Dr. Luis César Ingold»

La ciudad cuenta con numerosas escuelas primarias y con tres establecimientos de nivel medio: la Escuela Normal Superior «Dr. Luis César Ingold», el Instituto Comercial Privado «Almafuerte D-70» y la Escuela de Educación Técnica N° 5. 
Además de la formación de nivel medio, la Escuela Normal Superior «Dr. Luis César Ingold» ofrece carreras de nivel terciario, entre las que se destacan la Tecnicatura Superior en Gestión de Pequeñas y Medianas Empresas y los Profesorados en Biología, Química, Física y Matemática.
En la ciudad no existen establecimientos universitarios; sin embargo la Asociación Civil «La Fragua» ha suscripto diversos convenios con universidades públicas y privadas del país para el dictado de estudios universitarios a distancia en su aula satelital.
El Punto Digital llega a la ciudad a través de las gestiones realizadas ante la Secretaría de Modernización, Plan País Digital, el cual fomenta la inclusión tecnológica en todo el país. (Los Puntos Digitales forman parte de las políticas de inclusión tecnológica desarrolladas por la Subsecretaría País Digital, perteneciente a la Secretaría de Gobierno Modernización; Para que vos, tus vecinos y familiares puedan estar cada día más conectados).
El Punto Digital del Centro Pancho Ramírez está dotado de tres áreas, "Capacitación" con 17 ultrabooks, "Entretenimiento" con consola de videojuegos y "Microcine" dotado de un proyector de 4K. Se trata un espacio público que brindará conectividad, capacitaciones y acceso a las nuevas Tecnologías de la Información y de la Comunicación (TIC).
Este Punto Digital será un espacio de conocimiento, participación y entretenimiento para todos. 

## Población

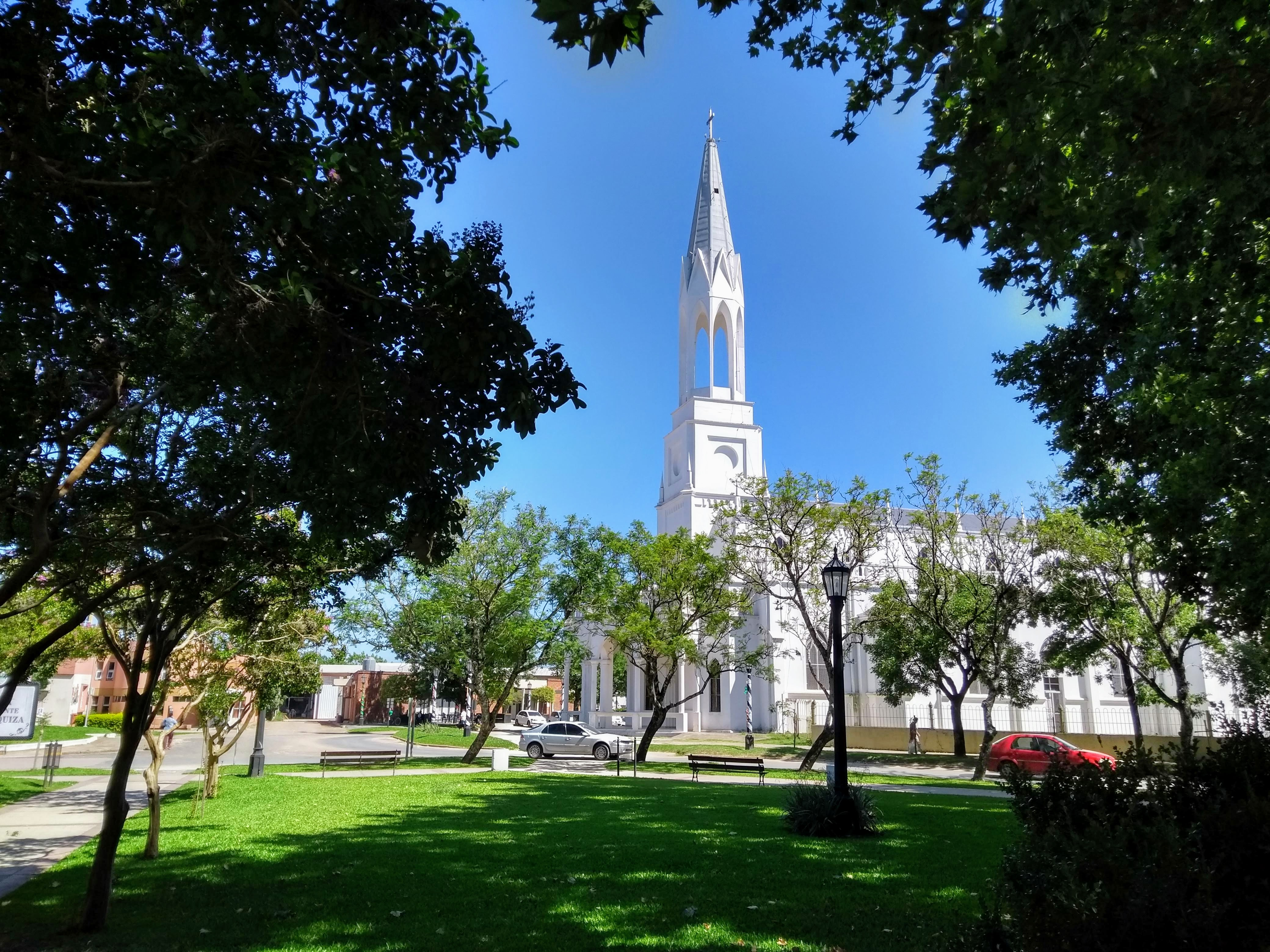
Iglesia «Virgen Niña» en diciembre de 2018.

La ciudad de Villa Elisa cuenta con 18.998 habitantes según los datos del Censo 2010, lo que da como resultado un crecimiento de un 20,02% frente a los datos del Censo 2001, que arrojaba la cifra de 18.998 habitantes.
La población es en su mayoría católica. La Iglesia Virgen Niña, ubicada en el centro de la ciudad, es el principal templo católico de la localidad y comenzó a construirse al año siguiente de su fundación. Desde 2013, la feligresía católica de Villa Elisa también cuenta con la capilla San Francisco de Sales, donde periódicamente se celebran oficios religiosos. 

## Deportes
Las instituciones deportivas de la ciudad son el Club Atlético Villa Elisa (fundado el 2 de junio de 1927), el Club Recreativo San Jorge (fundado el 5 de mayo de 1950), ambos clubes disputan el clásico elisense de fútbol; también se destaca el Club Pecarí Rugby. Además de fútbol y rugby, en la ciudad se practican básquet, patín artístico, hockey, karate, taekwondo, golf, tenis, bochas, paddle, natación, gimnasia artística, atletismo, entre otros.

## Gobierno y Administración
El Poder Ejecutivo de Villa Elisa es ejercido por el presidente del Departamento Ejecutivo Municipal, elegido por votación popular cada cuatro años, con posibilidad de ser reelecto por un solo período consecutivo o indefinidamente por períodos alternados.
El actual Presidente Municipal es Susana Lambert, representante de la Unión Cívica Radical dentro de la coalición política Cambiemos, quien triunfó en las Elecciones Generales de 2019 y fue reelecta en 2023.
Por su parte, el Concejo Deliberante es el órgano legislativo local. En conformidad con la legislación provincial referida al Régimen Municipal, es presidido por el vicepresidente Municipal, y conformado por 11 concejales elegidos directamente por el pueblo de acuerdo al sistema de representación proporcional.
| Titular                   | Período   |
| ------------------------- | --------- |
| Agustín Gutiérrez         | 1930-1931 |
| Francisco Bouchet         | 1931-1931 |
| David Rocha               | 1931-1932 |
| Modesto Masseilot         | 1932-1932 |
| Agustín Gutiérrez         | 1932-1937 |
| José Deymonaz             | 1937-1937 |
| Andrés Roude              | 1937-1939 |
| José María De Elía        | 1939-1946 |
| Andrés Mernes             | 1946-1948 |
| Augusto Guiffrey          | 1948-1958 |
| Enrique Tournour          | 1958-1958 |
| José M. Fontana           | 1958-1960 |
| Florentino Chaulet        | 1960-1962 |
| Lindor Droz               | 1962-1963 |
| Florentino Chaulet        | 1963-1967 |
| Lindor Droz               | 1967-1967 |
| Juan Carlos Deymonaz      | 1967-1973 |
| Heraldo Peragallo         | 1973-1981 |
| Adolfo Castro Almeyra     | 1981-1983 |
| Luis Caraballo            | 1983-1983 |
| Elcio Luis Viollaz        | 1983-1987 |
| Javier Kuttel             | 1987-1991 |
| Elcio Luis Viollaz        | 1991-1995 |
| Carlos Putallaz           | 1995-1999 |
| Elcio Luis Viollaz        | 1999-2003 |
| Marcelo Alejandro Monfort | 2003-2007 |
| Mario Guillermo Joannás   | 2007-2011 |
| Marcelo Alejandro Monfort | 2011-2015 |
| Leandro Arribalzaga       | 2015-2019 |
| Susana Lambert            | 2019-     |

## Parroquias de la Iglesia Católica en Villa Elisa
| Diócesis   | Concordia                   |
| ---------- | --------------------------- |
| Parroquias | Natividad de Nuestra Señora |

## Elisenses célebres
- Maximiliano Caire (1988-), jugador de fútbol.
- Johann Laureiro (1993-), jugador de fútbol.
- Ricardo Noir (1987-), jugador de fútbol.
- Marcelo Monfort (1968-), Diputado de la Nación Argentina.[17]
- Catriel Orcellet (1978-), jugador de fútbol en Defensores de Pronunciamiento.
- Selva Almada (1973-), escritora reconocida internacionalmente.
- Jonathan Rougier (1987-), jugador de fútbol en Fútbol Club Motagua de Honduras.
- Cecilia Delaloye, campeona mundial de Taekwonn-do en Italia 2014.
- Mauro Chaulet, jugador de fútbol en Chaco For Ever.
- Diana Cabrera (1993-), jugadora de básquet en Seleccionado nacional argentino.
- Sergio Granton Campeón nacional de motociclismo
- Alberto Carmelo Scarazzini Campeón automovilístico
- Emiliano Federico Alvarez (1998), Múltiple Campeón Nacional de Tiro, Seleccionado Nacional Argentino (2014-2017)